# Matra Bagheera
Bagheera foi um automóvel esportivo produzido pela Matra e Simca. Uma curiosidade, possuía três lugares.